# Nancy van Overveldt
Nancy van Overveldt, née Nancy Wilhelmina Scheffer (Den Haag, 2 februari 1930 - Lelystad, 6 juni 2015) was een Nederlands-Mexicaanse kunstschilder. Zij werkte in Mexico tussen 1952 en 1976. Daar sloot zij zich aan bij een groep kunstenaars die expressionistische, surrealistische en abstracte kunst maakten en die modernistas solitarios genoemd worden, waaronder Mathias Goeritz, Pedro Friedeberg en Angela Gurría.

## Biografie

### Jeugd en opleiding
Nancy Wilhelmina Scheffer werd geboren op 2 februari 1930 in Den Haag als dochter van Henri Eduard Scheffer, jurist, en Jacoba Maria van Overveldt. Al vroeg werd haar talent voor tekenen opgemerkt. Als N. Scheffer won zij in 1947 een prijs in de wedstrijd voor kindertekeningen uitgeschreven door het maandblad "Het Kind". In 1948 werd ze aangenomen op de Koninklijke Academie van Beeldende Kunsten. Twee jaar later ging ze studeren op de academie van André Lhote in Parijs.

### Mexico

#### Privéleven
In de trein van Den Haag naar Parijs ontmoette Scheffer haar toekomstige echtgenoot Reinhardt Ruge, een Mexicaan van Duitse afkomst. Ze verhuisde naar Mexico en kreeg haar eerste dochter, Tiahoga Ruge.  Het huwelijk met Ruge werd ontbonden en enkele jaren na de scheiding trouwde ze met Valentín Saldaña, met wie ze haar tweede dochter kreeg, Alejandra Saldaña.

#### Carrière
In Mexico koos Nancy de achternaam van haar moeder en begon haar kunstenaarsloopbaan als Nancy van Overveldt. Haar eerste tentoonstelling in Mexico vond plaats in de Galeria Antonio Souza in 1954. Bij die gelegenheid leerde ze Mathias Goeritz kennen met wie ze tien jaar zou werken als assistent. In die periode ontworp Goeritz de Satelliettorens, een project waar Van Overveldt bij betrokken was. 
Mathías Goeritz, José Luis Cuevas en Pedro Friedeberg, onder anderen, presenteerden zich in de Galeria Antonio Souza in 1961 als Los Hartos, een groep die zich afzette tegen de sociale, politieke en nationalistische inhoud die de moderne kunst in Mexico had gekregen onder leiding van onder anderen Diego Rivera, Frida Kahlo en David Alfaro Siqueiros. In bredere zin behoorden Goeritz, Friedeberg en met hen Van Overveldt, als modernistas solitarios, solitaire modernisten, tot de Generación de la Ruptura, net als bijvoorbeeld Angela Gurría, Rufino Tamayo en Juan Soriano.
In 1960 exposeerde Van Overveldt voor de eerste maal in New York. Van Overveldt was 40 jaar lid van de kunstenaarsvereniging Salón de la Plástica Mexicana.

### Nederland
In 1974 overleed haar tweede echtgenoot en in 1976 keerde Van Overveldt terug naar Nederland. De verhuizing had een grote invloed op haar werk. Ze vestigde zich in Wassenaar en werd lid van Kunstgroep Wassenaar, destijds kunstvereniging De Molen. In 1990 verhuisde Van Overveldt naar Lelystad en werd lid van de Kunstenaarsvereniging Flevoland.

## Werk

### Tentoonstellingen (selectie)

#### Solotentoonstellingen
- Galerie Antonio Souza, Mexico-Stad, 1954
- Museo del Palacio Nacional de Bellas Artes, januari 1966
- Kunstzaal Heuft, Wassenaar, januari 1967
- Galerie Chapultepec, Mexico-Stad, 1972
- Salón de la Plástica Mexicana, Mexico-Stad, 1976
- Expositieruimte, Schiphol, maart 1977
- De Lawei, Drachten, mei 1977[9]
- Galerie Ivnaser, Den Haag, mei 1979
- Galerie Edison, Den Haag, maart 1984
- Galerie Cheiron, Utrecht, april 1987
- October Gallery, Londen, 2009
- Shortgolf, Swifterbant, juni-augustus 2009[10]

#### Groepstentoonstellingen
- Goethe Instituut, Mexico-Stad, 1974. Met Mathias Goeritz, Pedro Friedeberg, Diego Matthai en Naomi Siegmann
- Cultureel Centrum Corrosia, Almere, 2004
- Mexicaanse Ambassade, Den Haag, 2019. Movimiento[11]

#### Overzichtstentoonstellingen
- Salón de la Plástica Mexicana, Mexico-Stad, 2015. Homenaje a Nancy van Overveldt
- Provinciehuis Flevoland, Lelystad, 2016. Eerbetoon Nancy van Overveldt[12]
- Mexicaanse Ambassade, Den Haag, 2019, The paths of an artist[13]
- Pulchri Studio, Den Haag, 2020, Ontdekkingen
- Museo Morelense de Arte Contemporáneo, Cuernavaca, 2021. Nancy van Overveldt: 70 años de obra artística[14]

### Publicaties
- Gedreven door de wens vorm te geven aan het wonderbaarlijke begeef ik mij in de verf[15]
- Vivencias Mexicanas (2004), onder het pseudoniem Dolores Cienfuegos

### Boekillustraties
- Spectrum van regressie en reincarnatie, Ankh-Hermes, 1996[16]